# Richard Mendani
Richard Mendani, né le 16 août 1967 et mort le 19 mars 2021, est un homme d'affaires et homme politique papou-néo-guinéen.

## Biographie
Scolarisé à Kerema puis à Sogeri (en) dans le sud-ouest de la Papouasie-Nouvelle-Guinée, il obtient un diplôme de licence en Sciences économiques à l'Université de Papouasie-Nouvelle-Guinée en 1991. 
Il devient propriétaire d'une société de conseil, puis entre en politique et est élu député de Kerema au Parlement national, sous l'étiquette du Parti rural (Country Party), lors des élections de 2012. Siégeant initialement sur les bancs de la majorité parlementaire du gouvernement de Peter O'Neill, il rejoint en mai 2016 l'opposition parlementaire et le Parti de la Papouasie-Nouvelle-Guinée, accusant le gouvernement de mal gérer les affaires du pays. C'est toutefois sous les couleurs du Parti de l'Alliance nationale qu'il conserve son siège de député aux élections de 2017. Il siège à nouveau un temps dans la majorité du gouvernement O'Neill, puis en novembre 2018 rejoint une nouvelle fois les bancs de l'opposition,,.
Souffrant de fièvre, de toux et de maux de tête, il est hospitalisé à Port-Moresby le 24 février 2021, et s'avère atteint de la Covid-19, tandis que le taux de contamination à cette maladie à coronavirus s'accroît très nettement dans le pays. Il meurt de cette maladie le 19 mars, à l'âge de 53 ans,.